# عمرو بن جرموز
عمرو بن جرموز السعدي التميمي هو قاتل الزبير بن العوام قتله بعد معركة الجمل وبعد قتله للزبير أتى يستأذن للدخول على علي بن أبي طالب فرفض الإذن له وقال لبوابه: (بشر قاتل ابن صفية بالنار)، أقام عمرو بالبصرة.

## اسمه ونسبه
- هو عُميرة وقيل عمرو بن جرموز بن قيس بن الذيال بن ضرار بن جشم بن ربيعة بن كعب بن سعد بن زيد مناة بن تميم بن مر بن أد بن طابخة بن إلياس بن مضر بن نزار بن معد بن عدنان، السعدي التميمي.